# HMS Laforey (G99)
«Лафорей» (G99) (англ. HMS Laforey (G99) — військовий корабель, лідер ескадрених міноносців типу «L» Королівського військово-морського флоту Великої Британії за часів Другої світової війни.

## Історія
«Лафорей» був закладений 1 листопада 1938 на верфі компанії Yarrow Shipbuilders, Глазго. 19 грудня 1940 увійшов до складу Королівських ВМС Великої Британії.

## Служба
У ранкові години 30 березня 1944 року німецький підводний човен U-223 був атакований північно-східніше Палермо глибинними бомбами британських есмінців «Лафорей» і «Тьюмалт», що вимусило його спливти на поверхню й вступити в артилерійську дуель з британськими кораблями. Незабаром підійшли есмінці «Гамблдон» і «Бленкатра» і в результаті перестрілки німецький підводний човен був затоплений, втім U-223 встигнув потопити британський есмінець «Лафорей».